# Station Maria-Aalter
Station Maria-Aalter is een spoorwegstation langs spoorlijn 50A (Brussel - Oostende) in Maria-Aalter, een dorp in de gemeente Aalter. Het station bevindt zich op anderhalve kilometer, aan de overkant van de E40, van het bovengenoemde dorp Maria-Aalter. Rondom de stopplaats is een gehucht ontstaan. Maria-Aalter is nu een stopplaats.
De stopplaats beschikt over een voetgangerstunnel, die echter waterafvoerproblemen vertoont. In de tunnel worden vaak graffiti gespoten, maar hij wordt regelmatig opnieuw geschilderd.
Tussen 2019 en 2021 werd een 3de en 4de spoor tussen Brugge en Gent aangelegd, waarbij de stopplaats ook werd vernieuwd.

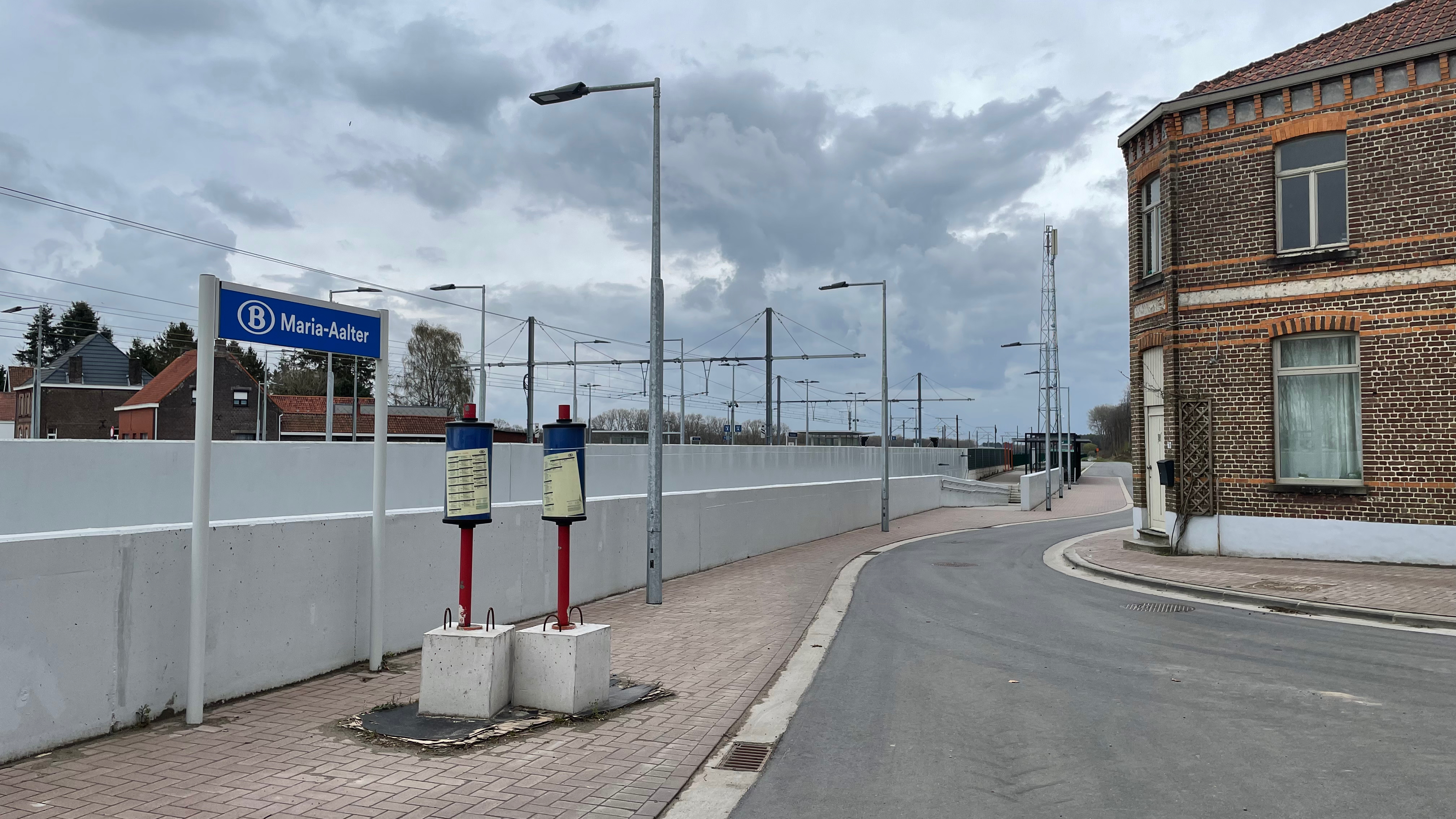
Aan het station
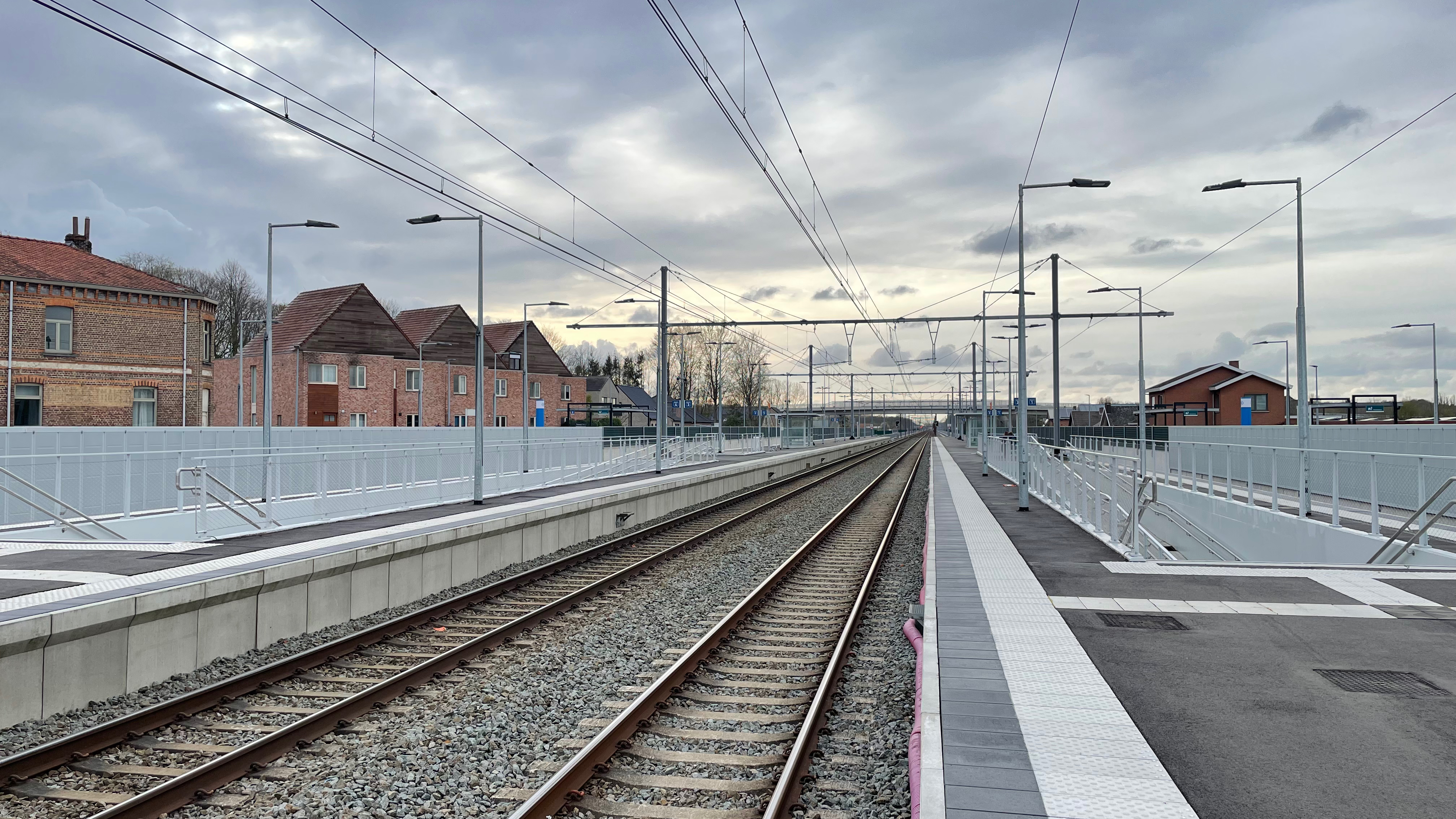
Vernieuwde perrons
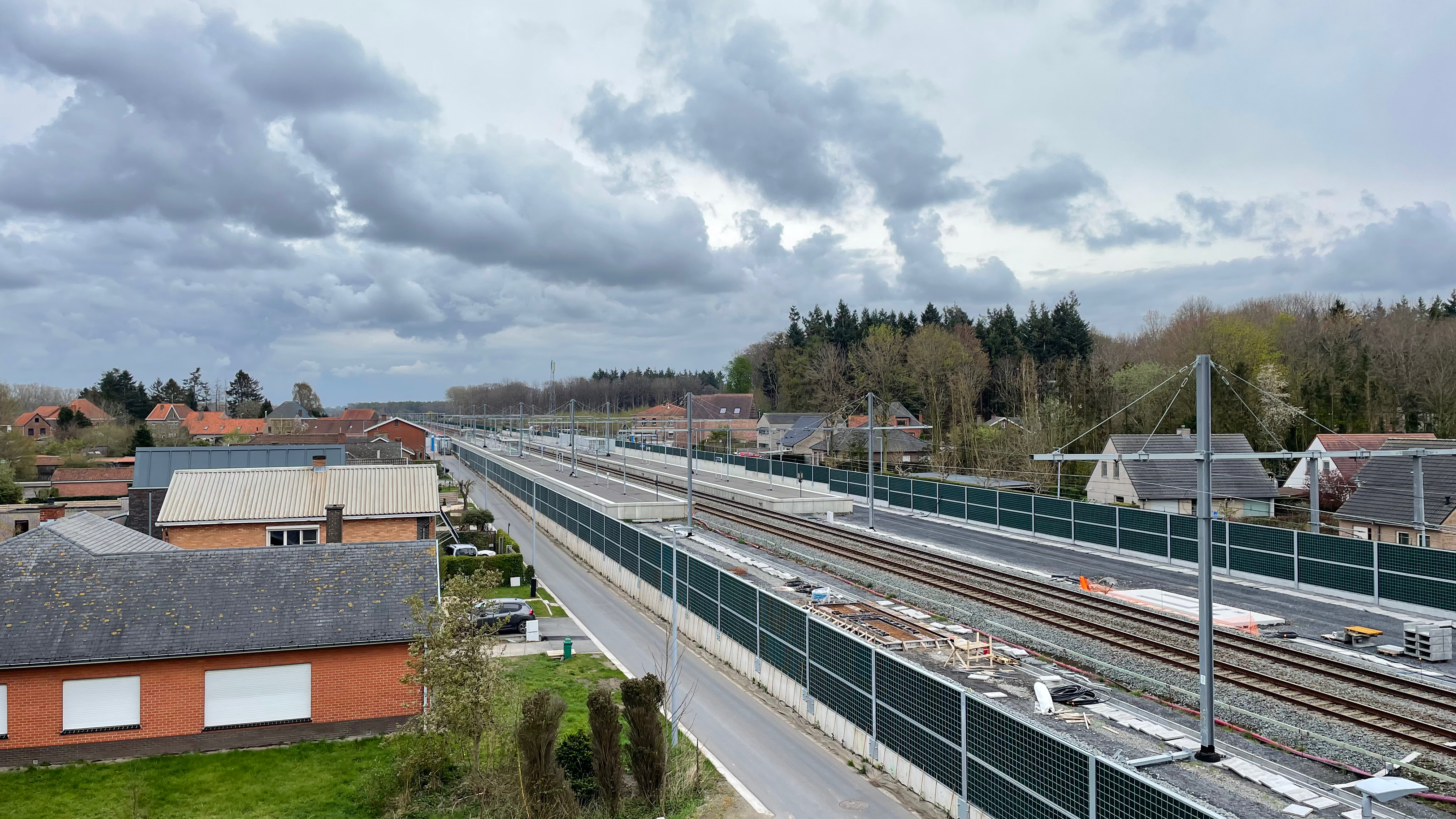
Zicht op het station
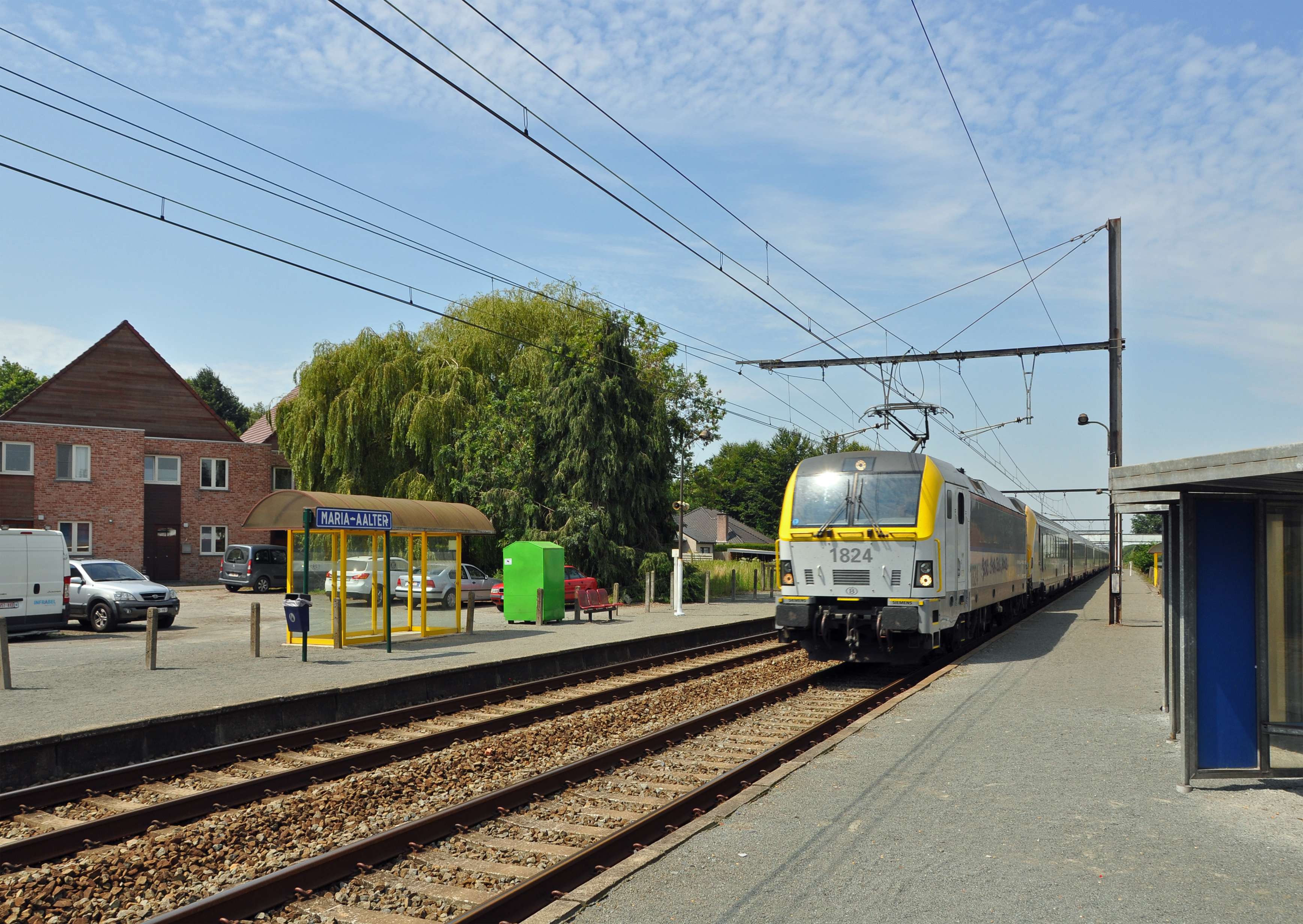
IC1813 Oostende-Antwerpen passeert station Maria-Aalter
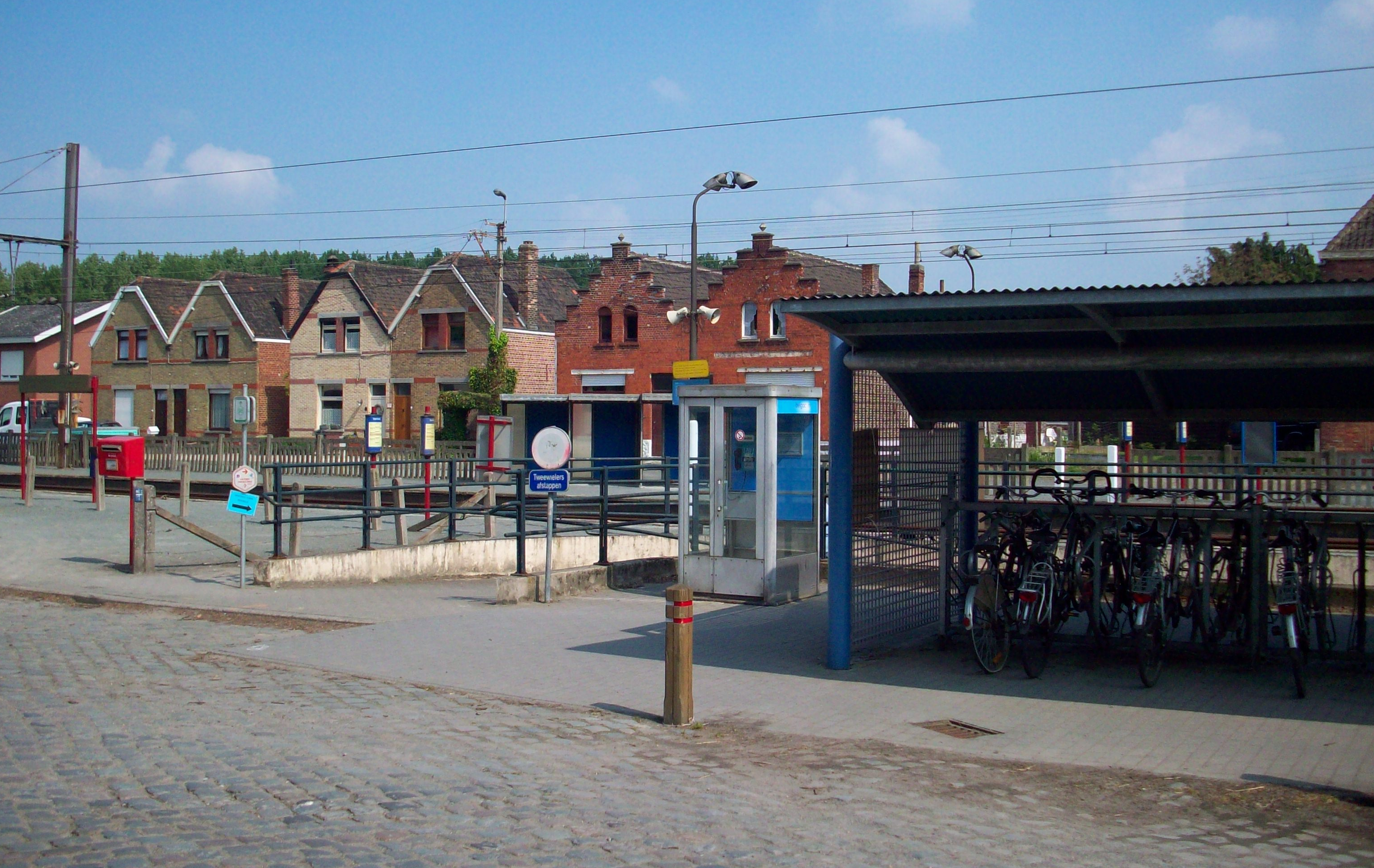
Links: ingang voetgangerstunnel, rechts: fietsenstallingen

## Treindienst
| Serie | Treinsoort     | Route | Bijzonderheden |
| ----- | -------------- | --- | --- |
| L 550 | L-trein (NMBS) | Mechelen – Dendermonde – Gent-Sint-Pieters – Maria-Aalter – Brugge – [ Zeebrugge-Strand ] / [ Zeebrugge-Dorp ] | Rijdt in het weekend tussen Zeebrugge-Strand - Gent-Sint-Pieters. Rijdt enkel in juli en augustus in de week tussen Zeebrugge-Strand - Mechelen. |

## Reizigerstellingen
De grafiek en tabel geven het gemiddeld aantal instappende reizigers weer op een week-, zater- en zondag.
| Tabel: aantal instappende reizigers station Maria-Aalter | Tabel: aantal instappende reizigers station Maria-Aalter | Tabel: aantal instappende reizigers station Maria-Aalter | Tabel: aantal instappende reizigers station Maria-Aalter |
|                                                          | Weekdag                                                  | Zaterdag                                                 | Zondag                                                   |
| -------------------------------------------------------- | -------------------------------------------------------- | -------------------------------------------------------- | -------------------------------------------------------- |
| 1977                                                     | 257                                                      | 67                                                       | 37                                                       |
| 1978                                                     | 247                                                      | 65                                                       | 38                                                       |
| 1979                                                     | 257                                                      | 84                                                       | 38                                                       |
| 1980                                                     | 271                                                      | 71                                                       | 57                                                       |
| 1981                                                     | 286                                                      | 75                                                       | 51                                                       |
| 1982                                                     | 215                                                      | 81                                                       | 54                                                       |
| 1983                                                     | 247                                                      | 70                                                       | 61                                                       |
| 1984                                                     | 241                                                      | 52                                                       | 52                                                       |
| 1985                                                     | 204                                                      | 56                                                       | 71                                                       |
| 1986                                                     | 173                                                      | 81                                                       | 44                                                       |
| 1987                                                     | 188                                                      | 54                                                       | 55                                                       |
| 1988                                                     | 221                                                      | 96                                                       | 66                                                       |
| 1989                                                     | 174                                                      | 55                                                       | 41                                                       |
| 1990                                                     | 269                                                      | 73                                                       | 53                                                       |
| 1991                                                     | 207                                                      | 72                                                       | 44                                                       |
| 1992                                                     | 274                                                      | 53                                                       | 52                                                       |
| 1993                                                     | 188                                                      | 55                                                       | 54                                                       |
| 1994                                                     | 193                                                      | 60                                                       | 40                                                       |
| 1995                                                     | 199                                                      | 56                                                       | 70                                                       |
| 1996                                                     | 218                                                      | 59                                                       | 32                                                       |
| 1997                                                     | 232                                                      | 60                                                       | 63                                                       |
| 1998                                                     | 251                                                      | 60                                                       | 64                                                       |
| 1999                                                     | 160                                                      | 70                                                       | 46                                                       |
| 2000                                                     | 272                                                      | 71                                                       | 64                                                       |
| 2001                                                     | 213                                                      | 62                                                       | 50                                                       |
| 2002                                                     | 207                                                      | 54                                                       | 42                                                       |
| 2003                                                     | 215                                                      | 67                                                       | 62                                                       |
| 2004                                                     | 169                                                      | 54                                                       | 40                                                       |
| 2005                                                     | 183                                                      | 70                                                       | 51                                                       |
| 2006                                                     | 190                                                      | 80                                                       | 50                                                       |
| 2007                                                     | 197                                                      | 72                                                       | 50                                                       |
| 2008                                                     | -                                                        | -                                                        | -                                                        |
| 2009                                                     | 239                                                      | 99                                                       | 85                                                       |
| 2010                                                     | -                                                        | -                                                        | -                                                        |
| 2011                                                     | -                                                        | -                                                        | -                                                        |
| 2012                                                     | 242                                                      | 61                                                       | 67                                                       |
| 2013                                                     | 254                                                      | 69                                                       | 68                                                       |
| 2014                                                     | 233                                                      | 54                                                       | 61                                                       |
| 2015                                                     | 165                                                      | 57                                                       | 57                                                       |
| 2016                                                     | 170                                                      | 49                                                       | 47                                                       |
| 2017                                                     | 192                                                      | 53                                                       | 56                                                       |
| 2018                                                     | 189                                                      | 102                                                      | 52                                                       |
| 2019                                                     | 205                                                      | 70                                                       | 55                                                       |
| 2020                                                     | 130                                                      | 38                                                       | 52                                                       |
| 2021                                                     | -                                                        | -                                                        | -                                                        |
| 2022                                                     | 225                                                      | 101                                                      | 93                                                       |
| 2023                                                     | 201                                                      | 49                                                       | 46                                                       |
| 2024                                                     | 221                                                      | 63                                                       | 61                                                       |

3,8: Brussel-Zuid ·
7,8: Anderlecht ·
52,1: Gent-Sint-Pieters ·
56,1: Drongen ·
58,8: Halewijn ·
61,9: Landegem ·
64,9: Hansbeke ·
68,5: Bellem ·
71,5: Aalter ·
76,1: Maria-Aalter ·
80,7: Beernem ·
86,5: Oostkamp ·
92,2: Brugge ·
98,9: Varsenare ·
101,8: Jabbeke ·
108,0: Oudenburg ·
109,9: Zandvoorde ·
114,3: Oostende